# Eremippus angulatus
Eremippus angulatus är en insektsart som beskrevs av Boris Petrovich Uvarov 1934. Eremippus angulatus ingår i släktet Eremippus och familjen gräshoppor. Inga underarter finns listade i Catalogue of Life.